# 加拿大冷战博物馆
加拿大冷战博物馆（Canada's Cold War Museum ）是一个前加拿大军事基地（英文简称是CFS Carp)，正式名字是“紧急时刻政府指挥中心（Emergency Government Headquarters） 。 其位于加拿大安大略省的Carp小镇， 毗邻渥太华图书馆的Carp分馆，和一个农贸市场。该军事基地是个秘密地下核武防空设施。该设施用18月的时间建成，于1962年正式启用。防空洞的主持修建者是当时加拿大总理约翰·迪芬贝克(John Diefenbaker)，人们就将他的姓Diefenbaker和地堡的英语Bunker合起来造了Diefenbunker这个词，作为这一军事基地的简称。
该军事基地于1994年退役，并于1998年重新开放，作为博物馆，并指定为加拿大國家歷史遺址，全年开放。

## 基地内部介绍
该地下军事基地有4层。
- 第一层（400 level), 最上层。 设有， 去核污染设施， 医疗中心（包括手术室，牙医室，康复室等）， 隔离区等。
- 第二层（300 level)。有政府办公室、战争内阁会议室、总理套间、政府各部的办公室（如外交部等），加拿大广播电台的办公室，信息发布中心，通信中心等。
- 第三层 (200 level)。 有餐厅和娱乐区。
- 第四层 (100 level), 最底层。 有加拿大银行的保险库等。

该加拿大军事基地运行的32年中，它拥有100-150名员工和24小时轮班。在任何时候，橱柜和茶水间都备有足够的新鲜食物和口粮，为535人提供30天的食物。加拿大冷战博物馆可看到当年加拿大政府发布的11步求生指南，可参照练习卧倒、掩护等动作.

## 其它参考资料
- Bruce Forsyth's Canadian Military History Page（页面存档备份，存于）
- The Grey and Simcoe Foresters
- The Diefenbunker Cold War Museum（页面存档备份，存于）
- History of the Canadian Forces Museums 1919-2004（页面存档备份，存于）
- The CBC archives video of inside the Diefenbunker at CFS Carp（页面存档备份，存于）